# Orihivka, Kirovske
Orihivka (în ucraineană Оріхівка) este un sat în comuna Iarke Pole din raionul Kirovske, Republica Autonomă Crimeea, Ucraina.

## Demografie
Componența lingvistică a localității Orihivka
     Tătară crimeeană (45,29%)
     Rusă (43,72%)
     Ucraineană (9,69%)
     Alte limbi (0,52%)
Conform recensământului din 2001, nu exista o limbă vorbită de majoritatea populației, aceasta fiind compusă din vorbitori de tătară crimeeană (45,29%), rusă (43,72%) și ucraineană (9,69%).